# Richard II. Normandský
Richard II. Normanský zvaný Dobrý (francouzsky Richard II de Normandie nebo Richard le Bon; † srpen 1026) byl normandský vévoda, za jehož vlády došlo k upevnění postavení normandského vévodství na politické scéně tehdejší Evropy. Pozval do Fécampu italského reformátora Viléma z Volpiana, aby se ujal místního kláštera a reformoval četné další kláštery v Normandii.
Okolo roku 996 musel Richard čelit selskému povstání, které bylo krvavě potlačeno a zřejmě toutéž dobou se oženil s Juditou, dcerou bretaňského vévody Conana. Jednalo se o dvojité sňatkové spojení obou rodů – Juditin bratr si vzal za manželku Havízu Normandskou. Příbuzenský vztah měl oba vévody sblížit a sjednotit jejich politické cíle. Judita obdržela od manžela část normandského území věnem, porodila mu šest dětí a zemřela roku 1017. Richard zemřel v srpnu 1026 a byl pohřben v klášteře svaté Trojice ve Fécampu. Následníkem se nakrátko stal syn Richard.